# Qingdao Challenger
Il Qingdao Challenger, noto anche come ZS-Sports China International Challenger, è stato un torneo professionistico di tennis che si giocava dal 2016 e che faceva parte dell'ATP Challenger Tour. Si disputava sui campi in terra rossa del Centro sportivo ZS a Qingdao, città cinese detta anche Qingdao.
Secondo quanto riportava nel 2017 l'agenzia di stampa cinese Agenzia Nuova Cina, il torneo si sarebbe dovuto tenere ininterrottamente per almeno 5 anni fino al 2020, ma venne stato dismesso dopo la seconda edizione giocata nel 2017.

## Albo d'oro

### Singolare
| Anno | Campione             | Finalista             | Punteggio     |
| ---- | -------------------- | --------------------- | ------------- |
| 2017 | Janko Tipsarević (2) | Oscar Otte            | 6–3, 7–6(9)   |
| 2016 | Janko Tipsarević (1) | Rubén Ramírez Hidalgo | 1–6, 7–5, 6–1 |

### Doppio
| Anno | Campioni                           | Finalisti               | Punteggio           |
| ---- | ---------------------------------- | ----------------------- | ------------------- |
| 2017 | Gero Kretschmer Alexander Satschko | Andreas Mies Oscar Otte | 2–6, 7–6(6), [10–3] |
| 2016 | Danilo Petrović Tak Khunn Wang     | Gong Maoxin Zhang Ze    | 6–2, 4–6, [10–5]    |